# ZZZ (テレビ放送枠)
『ZZZ』（ズィー）は、1997年（平成9年）9月29日から2003年（平成15年）3月28日まで日本テレビ系列局で放送された深夜のエンターテインメントゾーン。各種深夜番組を日替わりで放送していた放送枠の名称である。

## 概要
この放送枠は大きく分けて日本テレビ製作の番組『スポーツMAX』と、各地の系列局（初期の頃は日本テレビも加わっていた）が製作した各種エンターテインメント番組（30分番組を平日2本ずつ）から成り、これらを組み合わせて放送していた。放送初期では坂上みきをMCに迎えた5分間のトーク番組『i・z』も放送された。なお、スポーツMAXは2002年4月より『きょうの出来事』内にインサートされ、この枠からは外れた。
この枠の創設の目的は、地方系列局の自社番組製作の能力向上にあり、主に番組制作は地方系列局が行い、よみうりテレビ、中京テレビ、福岡放送などの各地区基幹局以外にも、山口放送やテレビ岩手も番組制作を担当した。日本テレビは、製作に参加する系列局の担当スタッフを日本テレビに呼び寄せ、バラエティ番組プロデュース方法の研修を行った。

## 放送時間
- いずれも日本標準時

| 期間      | 期間      | スポーツMAX            | 第1部                   | i・z                | 第2部                |
| --------- | --------- | ---------------------- | ----------------------- | ------------------- | -------------------- |
| 1997.9.29 | 1999.3.26 | 23:25 - 23:45 （20分） | 23:45 - 翌0:15 （30分） | 0:15 - 0:20 （5分） | 0:20 - 0:50 （30分） |
| 1999.3.29 | 2000.9.29 | 23:25 - 23:37 （12分） | 23:37 - 翌0:12 （35分） | （放送終了）        | 0:12 - 0:47 （35分） |
| 2000.10.2 | 2002.3.29 | 23:25 - 23:37 （12分） | 23:37 - 翌0:12 （35分） | （放送終了）        | 0:12 - 0:45 （33分） |
| 2002.4.1  | 2002.9.27 | きょうの出来事 に内包  | 23:55 - 翌0:25 （30分） | （放送終了）        | 0:25 - 0:55 （30分） |
| 2002.9.30 | 2003.3.28 | きょうの出来事 に内包  | 0:20 - 0:50 （30分）    | （放送終了）        | 0:50 - 1:20 （30分） |

※ただし、1997年10月から2002年9月までの金曜日は、全てこれの30分遅れの時刻となる。

## 製作に参加した放送局
- 札幌テレビ
- テレビ岩手
- 日本テレビ
- 中京テレビ
- よみうりテレビ
- 広島テレビ
- 山口放送
- 福岡放送

## 放送された番組
- 括弧内は製作局。
- ※1 - 別枠に移行。
- ※2 - のちに『夜は別バラ22:54』に移行。

### 月曜1部
- 鉄腕!DASH!!（日本テレビ、1997年度後期） ※1
- ロンブー荘青春記（日本テレビ、1998年度前期）
- 号外!!爆笑大問題（札幌テレビ、 1998年度後期）
- つよチャン堂本舗（日本テレビ、1999年度前期）
- ネプ中（広島テレビ、1999年度後期）
- ヤミツキ（中京テレビ、2000年度全期）
- 秘密の爆笑大問題（札幌テレビ、2001年度全期）
- 秘密の超爆笑大問題（札幌テレビ、2002年度前期）
- 爆笑問題のススメ（札幌テレビ、2002年度後期）

### 月曜2部
- ホリーマウンテン（日本テレビ、1997年度後期）
- 号外!!爆笑大問題（札幌テレビ、1998年度前期）
- 恋のチューンネップ（広島テレビ、1998年10月 - 1999年9月）
- 三宅裕司のワークパラダイス（山口放送、1999年度後期）
- あけすけ（広島テレビ、2000年度前期）
- アッコとマチャミのテレビ（福岡放送、2000年度後期）
- アッコとマチャミの新型テレビ（福岡放送、2001年4月 - 2002年9月）
- ろみひー（中京テレビ、2002年度後期）

### 火曜1部
- 香取慎吾の天声慎吾（日本テレビ、1997年10月 - 1999年3月） ※1
- ろみひー（中京テレビ、1999年4月 - 2002年9月）
- アッコとマチャミの新型テレビ（福岡放送、2002年度後期）

### 火曜2部（2002年9月に廃枠）
- 新橋ミュージックホール（よみうりテレビ、1997年10月 - 1998年9月）
- 所的蛇足講座（福岡放送、1998年10月 - 2000年3月）
- ホットパンツ（福岡放送、2000年度前期）
- 三宅裕司のドシロウト（山口放送、2000年10月 - 2002年9月）

### 水曜1部
- 中居くん温泉H（よみうりテレビ、1997年度後期）
- ろみひー（中京テレビ、1998年度全期）
- 号外!!爆笑大問題（札幌テレビ、1999年度・2000年度）
- 松本紳助（広島テレビ、2001年度・2002年度）

### 水曜2部（2002年9月に廃枠）
- いろもん（日本テレビ、1997年10月 - 1998年9月）
- マチャミの全部いただきっ!!（中京テレビ、1998年10月 - 1999年9月）
- ヤミツキ（中京テレビ、1999年度後期）
- 三宅裕司のドシロウト（山口放送、2000年度前期）
- 松本紳助（広島テレビ、2000年度後期）
- あんたにグラッツェ!（中京テレビ、2001年4月 - 2002年9月） ※2

### 木曜1部（2002年9月に廃枠）
- Kissだけじゃイヤッ!（よみうりテレビ、1997年10月 - 2002年9月） ※2

### 木曜2部（1998年9月に廃枠）
- ビリビリさせて（中京テレビ、1997年度後期）
- マチャミの全部いただきっ!!（中京テレビ、1998年度前期）

補足
- 1998年10月以降は、以前金曜1部の後に放送されていたHONDA一社提供のモータースポーツ情報番組『U・S』（のちの『U・S改』・『BOON!』・『MOBI』）が移動してきたため、その放送枠確保のため、木曜日の2部枠を段階的に終了した。代わって『ZZZ』金曜2部が新設された。

### 金曜1部
- HAMASHO（第1期）（よみうりテレビ、1997年10月 - 1999年9月）
- フジリコ（よみうりテレビ、1999年10月 - 2002年3月）
- HAMASHO（第2期）（よみうりテレビ、2002年度全期）

### 金曜2部
- 新橋ミュージックホール（よみうりテレビ、1998年度後期）
- GIRLS2（日本テレビ、1999年度全期）
- フライデーナイトはお願い!モーニング（テレビ岩手[4]、2000年4月 - 2001年9月）
- D-TODAY（日本テレビ、2001年度後期）（ドラマ枠）
- Chanoma girls（中京テレビ、2002年度前期）
- 三宅裕司のドシロウト（山口放送、2002年度後期）

### 月曜 - 金曜1部と2部の間
- i・Z（日本テレビ、1997年10月 - 1999年3月）
  - 坂上みき司会の5分間のトーク番組。ゲストは週替わりだった。

## 番組の移りかわり
- 括弧内は製作局。

### 第1部
| 期間             | 月曜日担当                        | 火曜日担当                                 | 水曜日担当                      | 木曜日担当                         | 金曜日担当              |
| ---------------- | --------------------------------- | ------------------------------------------ | ------------------------------- | ---------------------------------- | ----------------------- |
| 1997.10 - 1998.3 | 鉄腕!DASH!! （日本テレビ）        | 香取慎吾の天声慎吾 （日本テレビ）          | 中居くん温泉H （読売テレビ）    | Kissだけじゃイヤッ! （読売テレビ） | HAMASHO （読売テレビ）  |
| 1998.4 - 1998.9  | ロンブー荘青春記 （日本テレビ）   | 香取慎吾の天声慎吾 （日本テレビ）          | ろみひー （中京テレビ）         | Kissだけじゃイヤッ! （読売テレビ） | HAMASHO （読売テレビ）  |
| 1998.10 - 1999.3 | 号外!!爆笑大問題 （札幌テレビ）   | 香取慎吾の天声慎吾 （日本テレビ）          | ろみひー （中京テレビ）         | Kissだけじゃイヤッ! （読売テレビ） | HAMASHO （読売テレビ）  |
| 1999.4 - 1999.9  | つよチャン堂本舗 （日本テレビ）   | ろみひー （中京テレビ）                    | 号外!!爆笑大問題 （札幌テレビ） | Kissだけじゃイヤッ! （読売テレビ） | HAMASHO （読売テレビ）  |
| 1999.10 - 2000.3 | ネプ中 （広島テレビ）             | ろみひー （中京テレビ）                    | 号外!!爆笑大問題 （札幌テレビ） | Kissだけじゃイヤッ! （読売テレビ） | フジリコ （読売テレビ） |
| 2000.4 - 2001.3  | ヤミツキ （中京テレビ）           | ろみひー （中京テレビ）                    | 号外!!爆笑大問題 （札幌テレビ） | Kissだけじゃイヤッ! （読売テレビ） | フジリコ （読売テレビ） |
| 2001.4 - 2002.3  | 秘密の爆笑大問題 （札幌テレビ）   | ろみひー （中京テレビ）                    | 松本紳助 （広島テレビ）         | Kissだけじゃイヤッ! （読売テレビ） | フジリコ （読売テレビ） |
| 2002.4 - 2002.9  | 秘密の超爆笑大問題 （札幌テレビ） | ろみひー （中京テレビ）                    | 松本紳助 （広島テレビ）         | Kissだけじゃイヤッ! （読売テレビ） | フジリコ （読売テレビ） |
| 2002.10 - 2003.3 | 爆笑問題のススメ （札幌テレビ）   | アッコとマチャミの 新型テレビ （福岡放送） | 松本紳助 （広島テレビ）         | （廃枠）                           | HAMASHO （読売テレビ）  |

### 第2部
| 期間             | 月曜日担当                                 | 火曜日担当                             | 水曜日担当                                 | 木曜日担当                                 | 金曜日担当                                          |
| ---------------- | ------------------------------------------ | -------------------------------------- | ------------------------------------------ | ------------------------------------------ | --------------------------------------------------- |
| 1997.10 - 1998.3 | ホリーマウンテン （日本テレビ）            | 新橋ミュージック ホール （読売テレビ） | いろもん （日本テレビ）                    | ビリビリさせて （中京テレビ）              | （放送無し）                                        |
| 1998.4 - 1998.9  | 号外!!爆笑大問題 （札幌テレビ）            | 新橋ミュージック ホール （読売テレビ） | いろもん （日本テレビ）                    | マチャミの 全部いただきっ!! （中京テレビ） | （放送無し）                                        |
| 1998.10 - 1999.3 | 恋のチューンネップ （広島テレビ）          | 所的蛇足講座 （福岡放送）              | マチャミの 全部いただきっ!! （中京テレビ） | （廃枠）                                   | 新橋ミュージック ホール （読売テレビ）              |
| 1999.4 - 1999.9  | 恋のチューンネップ （広島テレビ）          | 所的蛇足講座 （福岡放送）              | マチャミの 全部いただきっ!! （中京テレビ） | （廃枠）                                   | GIRLS2 （日本テレビ）                               |
| 1999.10 - 2000.3 | 三宅裕司の ワークパラダイス （山口放送）   | 所的蛇足講座 （福岡放送）              | ヤミツキ （中京テレビ）                    | （廃枠）                                   | GIRLS2 （日本テレビ）                               |
| 2000.4 - 2000.9  | あけすけ （広島テレビ）                    | ホットパンツ （福岡放送）              | 三宅裕司のドシロウト （山口放送）          | （廃枠）                                   | フライデーナイトは お願い!モーニング （テレビ岩手） |
| 2000.10 - 2001.3 | アッコとマチャミの テレビ （福岡放送）     | 三宅裕司のドシロウト （山口放送）      | 松本紳助 （広島テレビ）                    | （廃枠）                                   | フライデーナイトは お願い!モーニング （テレビ岩手） |
| 2001.4 - 2001.9  | アッコとマチャミの 新型テレビ （福岡放送） | 三宅裕司のドシロウト （山口放送）      | あんたにグラッツェ! （中京テレビ）         | （廃枠）                                   | フライデーナイトは お願い!モーニング （テレビ岩手） |
| 2001.10 - 2002.3 | アッコとマチャミの 新型テレビ （福岡放送） | 三宅裕司のドシロウト （山口放送）      | あんたにグラッツェ! （中京テレビ）         | （廃枠）                                   | D-TODAY （日本テレビ）                              |
| 2002.4 - 2002.9  | アッコとマチャミの 新型テレビ （福岡放送） | 三宅裕司のドシロウト （山口放送）      | あんたにグラッツェ! （中京テレビ）         | （廃枠）                                   | Chanoma girls （中京テレビ）                        |
| 2002.10 - 2003.3 | ろみひー （中京テレビ）                    | （廃枠）                               | （廃枠）                                   | （廃枠）                                   | 三宅裕司のドシロウト （山口放送）                   |

## 番組制作局の変遷
| 期間             | 第1部      | 第1部      | 第1部      | 第1部      | 第1部      | 第2部      | 第2部      | 第2部      | 第2部      | 第2部      |
| 期間             | 月曜日担当 | 火曜日担当 | 水曜日担当 | 木曜日担当 | 金曜日担当 | 月曜日担当 | 火曜日担当 | 水曜日担当 | 木曜日担当 | 金曜日担当 |
| ---------------- | ---------- | ---------- | ---------- | ---------- | ---------- | ---------- | ---------- | ---------- | ---------- | ---------- |
| 1997.10 - 1998.3 | 日本テレビ | 日本テレビ | 読売テレビ | 読売テレビ | 読売テレビ | 日本テレビ | 読売テレビ | 日本テレビ | 中京テレビ | (放送なし) |
| 1998.4 - 1998.9  | 日本テレビ | 日本テレビ | 中京テレビ | 読売テレビ | 読売テレビ | 札幌テレビ | 読売テレビ | 日本テレビ | 中京テレビ | (放送なし) |
| 1998.10 - 1999.3 | 札幌テレビ | 日本テレビ | 中京テレビ | 読売テレビ | 読売テレビ | 広島テレビ | 福岡放送   | 中京テレビ | (廃枠)     | 読売テレビ |
| 1999.4 - 1999.9  | 日本テレビ | 中京テレビ | 札幌テレビ | 読売テレビ | 読売テレビ | 広島テレビ | 福岡放送   | 中京テレビ | (廃枠)     | 日本テレビ |
| 1999.10 - 2000.3 | 広島テレビ | 中京テレビ | 札幌テレビ | 読売テレビ | 読売テレビ | 山口放送   | 福岡放送   | 中京テレビ | (廃枠)     | 日本テレビ |
| 2000.4 - 2000.9  | 中京テレビ | 中京テレビ | 札幌テレビ | 読売テレビ | 読売テレビ | 広島テレビ | 福岡放送   | 山口放送   | (廃枠)     | テレビ岩手 |
| 2000.10 - 2001.3 | 中京テレビ | 中京テレビ | 札幌テレビ | 読売テレビ | 読売テレビ | 福岡放送   | 山口放送   | 広島テレビ | (廃枠)     | テレビ岩手 |
| 2001.4 - 2001.9  | 札幌テレビ | 中京テレビ | 広島テレビ | 読売テレビ | 読売テレビ | 福岡放送   | 山口放送   | 中京テレビ | (廃枠)     | テレビ岩手 |
| 2001.10 - 2002.3 | 札幌テレビ | 中京テレビ | 広島テレビ | 読売テレビ | 読売テレビ | 福岡放送   | 山口放送   | 中京テレビ | (廃枠)     | 日本テレビ |
| 2002.4 - 2002.9  | 札幌テレビ | 中京テレビ | 広島テレビ | 読売テレビ | 読売テレビ | 福岡放送   | 山口放送   | 中京テレビ | (廃枠)     | 中京テレビ |
| 2002.10 - 2003.3 | 札幌テレビ | 福岡放送   | 広島テレビ | (廃枠)     | 読売テレビ | 中京テレビ | (廃枠)     | (廃枠)     | (廃枠)     | 山口放送   |

## 特別番組

### 番組開始前日の番組対抗ボウリング大会
これは、『ZZZ』が始まる数日前に『スポーツMAX』のキャスター陣と一部のバラエティ枠の出演者が女子プロボウラーと組んでの1ゲーム・トーナメント戦で優勝賞品の海外旅行を賭けて行われた。

### 超豪華人気番組大集合!! ZZZまつり
これは、1999年12月26日の19:00から20:54に放送された特番である（NNN30局ネット）。『ザ!鉄腕!DASH!!』『特命リサーチ200X』は年末編成で休止となった。
『ZZZ』内放送番組の出演者が各番組に関する内容のクイズやゲームに挑むバラエティ番組として放送された（『スポーツMAX』は参加しなかった）。同年秋まで放送されていた『スーパークイズスペシャル』に近い形を採っていたが（番組タイトルも一部手直ししている）、『ZZZ』内の番組ではなかった『いろもん貳』の出演者である笑福亭鶴瓶、今田耕司、東野幸治の3人がスタジオの入り口手前で各放送番組の出演者とトークをするコーナーが放送の合間に挿まれていた。なお、このトークには前述の3人と『ZZZ』でメイン番組を持っていたヒロミ、ネプチューン、島田紳助、所ジョージといったメンバーとの当時としては珍しい共演となっていた。
なお、19時台のHITACHIと20時台の積水ハウスはこの特番のスポンサーには付かなかったため、提供は別スポンサーに差し替えられていた。

## 関連番組
- バリューナイト - この番組の流れから中京テレビ、よみうりテレビも製作に関与。
- TVじゃん‼︎ - 本放送枠の直前の枠名